# Deep (canción de Nine Inch Nails)
«Deep» es un sencillo promocional de Nine Inch Nails para la banda sonora de la película Lara Croft: Tomb Raider.
Debido a que este es un sencillo promocional, nunca se ha lanzado en un álbum de Nine Inch Nails, aunque tiene su propio video musical dirigido por Enda McCallion.

## Vídeo musical
El vídeo musical de «Deep» es independiente a la película, y fue filmado en mayo de 2001. La trama del vídeo está contada desde el final hasta el principio. Trent Reznor ha manifestado en diversas ocasiones que se decepcionó del resultado de la grabación del vídeo.

### Trama
Reznor actúa como un ladrón de bancos que, junto a su novia, roba dos cajas de seguridad que cargan en vehículos separados. Ellos creen que las cajas contienen una fortuna, sin embargo, las cajas contienen una tintura tóxica que se impregna en ellos cuando tratan de abrir las cajas. Desesperados, ambos tratan de encontrarse, colisionando sus vehículos. Reznor logra salir de su vehículo y encuentra a su novia inconsciente sobre el pavimento. Las escenas se intercambian con un reportaje televisivo en el que la presentadora de noticias narra el hecho y lo que podría suceder si la tintura toca la piel humana.

## Lista de canciones
| N.º | Título                      | Duración |  |
| 1.  | «Deep» (edición para radio) | 3:35     |  |
| 2.  | «Deep» (versión del álbum)  | 4:06     |  |

## Posicionamiento en listas
| Lista                  | Mejor posición |
| ---------------------- | -------------- |
| Modern Rock Tracks     | 18             |
| Mainstream Rock Tracks | 37             |